# جواز سفر كمبودي
جواز سفر كمبودي (بالخميرية: លិខិតឆ្លងដែនកម្ពុជា)‏ هو وثيقة رسمية تصدر لمواطني كمبوديا وتصدر باللغة الكمبودية والفرنسية والإنجليزية. 

## الرسوم
رسوم طلب الحصول على جواز سفر كمبودي هي الأعلى بين جميع الدول الآسيوية وواحدة من أعلى الرسوم في العالم. منذ إطلاق جواز السفر الإلكتروني الجديد في عام 2014 خفضت رسوم الطلب إلى 100 دولار أمريكي لجواز السفر الذي صلاحيته 10 سنوات و80 دولارًا أمريكيًا لجواز السفر الذي صلاحيته 5 سنوات (يصدر فقط للأطفال الذين تتراوح أعمارهم بين 5 سنوات وما دون).
في السابق كان جواز السفر المقروء آليًا يكلف 135 دولارًا بصلاحية ثلاث سنوات فقط (قابلة للتمديد مرتين لكل عامين)، وكان وقت المعالجة يتراوح من 55 يومًا إلى أكثر من شهرين. وبالمقارنة، فإن جواز السفر الفيتنامي بصلاحية 10 سنوات يكلف 15 دولارًا فقط ووقت المعالجة أسبوعين فقط. ولكن انخفضت رسوم المعالجة الحالية لجواز السفر بنسبة 65 بالمائة مقارنة بجواز السفر القديم المقروء آليًا.

## متطلبات التأشيرة

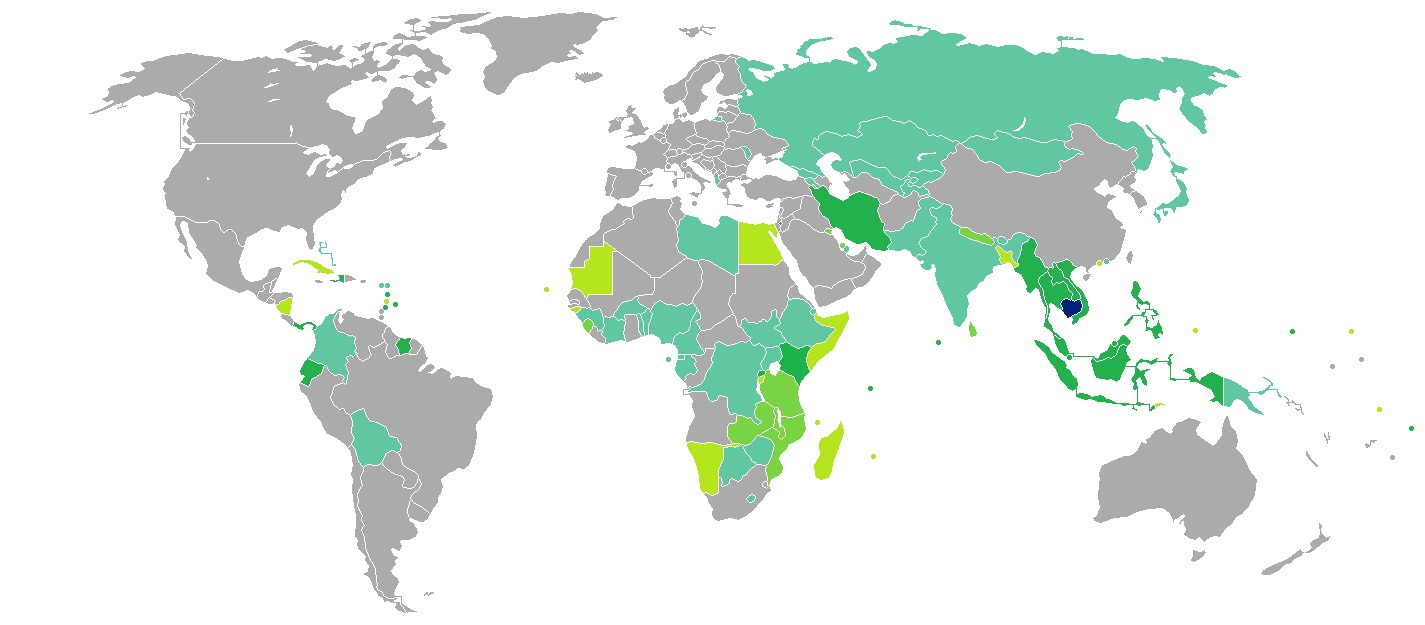
البلدان والأقاليم التي لا تفرض تأشيرة أو تطلب تأشيرة دخول عند الوصول للجهة، لحاملي جوازات السفر الكمبودية العادية.

اعتبارًا من 28 سبتمبر 2019 كان لدى مواطني كمبوديا إمكانية دخول 53 دولة وإقليم بدون تأشيرة أو تأشيرة عند الوصول مما جعل جواز السفر الكمبودي يحتل المرتبة 88 من حيث حرية السفر وفقًا مؤشر هينلي لجوازات السفر.